# Vía Layetana

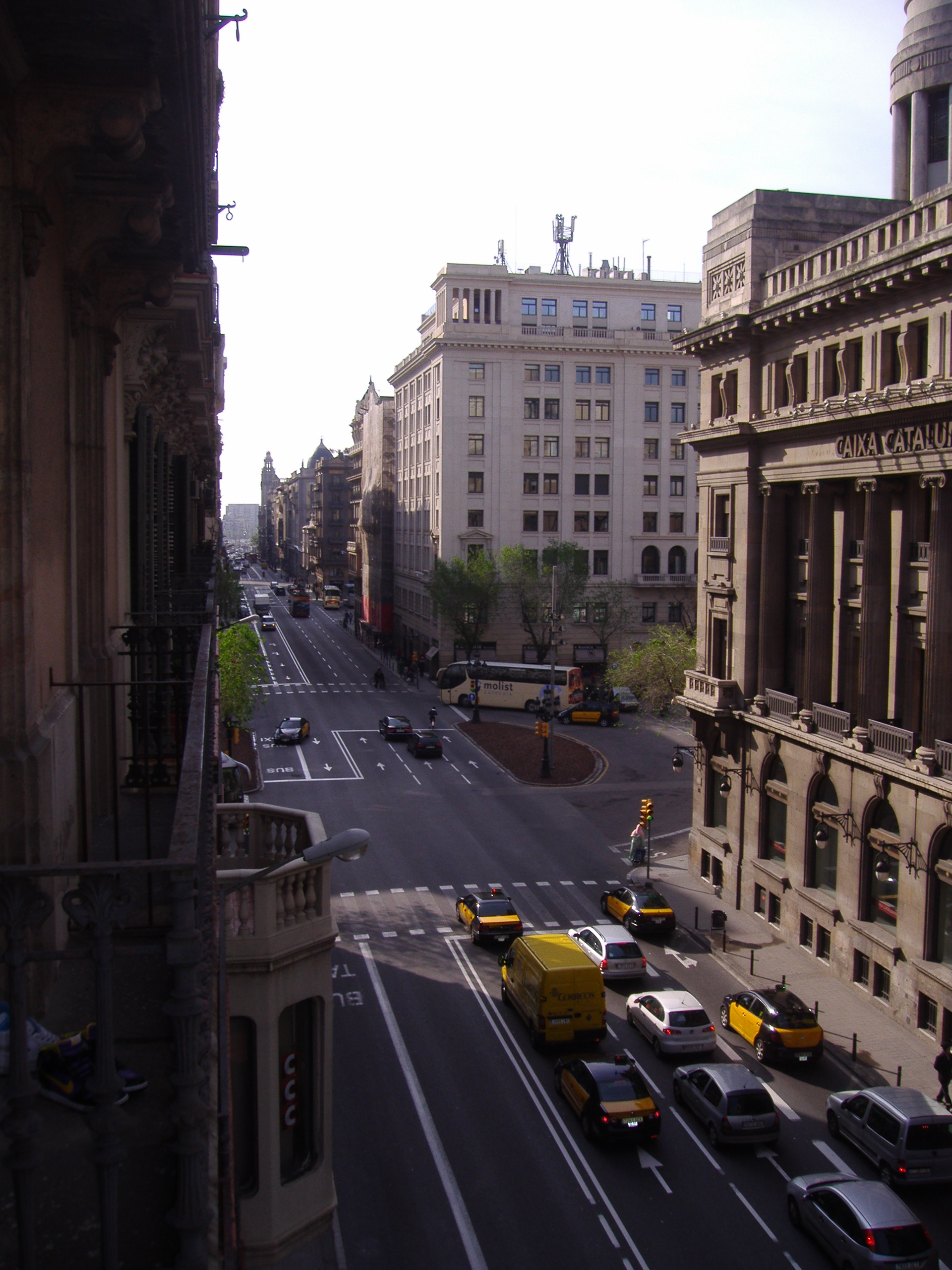
Vista de la Vía Layetana en dirección al mar.

La Vía Layetana (en catalán y oficialmente Via Laietana) es una calle de Barcelona (España) que comunica el Ensanche con el puerto atravesando la Ciudad Vieja. Su nombre está dedicado a los primeros habitantes íberos de la zona.

## Historia
Fue diseñada inicialmente por Ildefonso Cerdá en 1859 para enlazar de forma directa el nuevo barrio del Ensanche, que se perfilaba dentro del plan Cerdá con el puerto, vía de comunicación principal en el siglo XIX. Pero el Plan Cerdá se centró en el crecimiento fuera de las murallas y no fue hasta 1899 cuando se volvió a impulsar su construcción con la aprobación del Plan de Reforma Interior de Àngel Baixeras.
La entrada política de la Lliga Regionalista de Francisco Cambó, la demanda de comunicación de la burguesía instalada en el Ensanche y la preocupación por controlar los alborotadores dentro de una red densa de calles, hizo recuperar el proyecto y en 1907 se acordó el financiamiento con el Banco Hispano Colonial, predecesor del Banco Central, que se hizo construir el primer edificio de la nueva vía, obra de Enric Sagnier quien también tomó parte activa en el desarrollo de la obra como arquitecto representante del banco financiero.
Las obras fueron inauguradas por el rey Alfonso XIII y el presidente Antonio Maura el 10 de marzo de 1908. La construcción se dividió en tres tramos:
- 1908-1909 Entre el puerto y la plaza del Ángel, a cargo de Lluís Domènech i Montaner.
- 1909-1911 Entre la plaza del Ángel y la calle Sant Pere Més Baix, a cargo de Josep Puig i Cadafalch.
- 1911-1913 Entre Sant Pere Més Baix y la plaza Urquinaona, a cargo de Ferran Romeu. El tramo que discurre desde la plaza Urquinaona hasta la calle Jonqueres ya existía con el trazado actual y con el nombre de Bilbao.

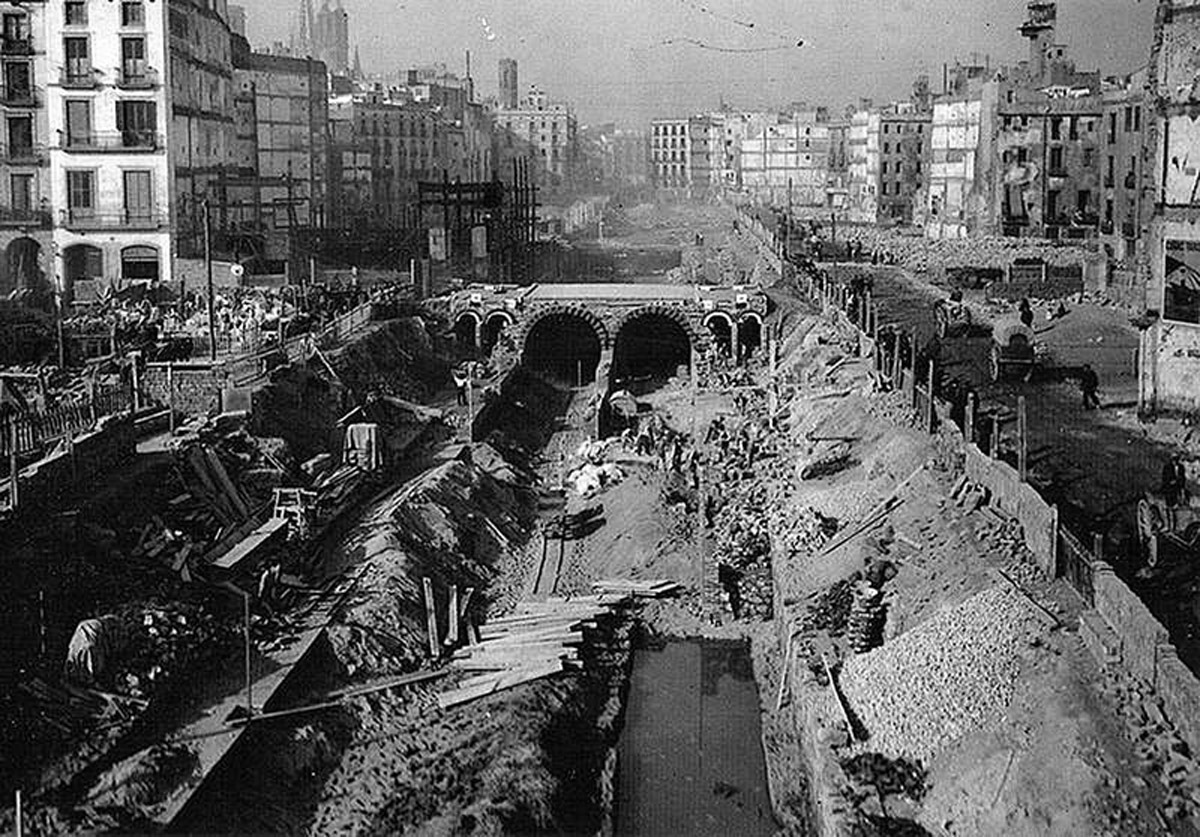
Apertura de la Vía Layetana (1912).

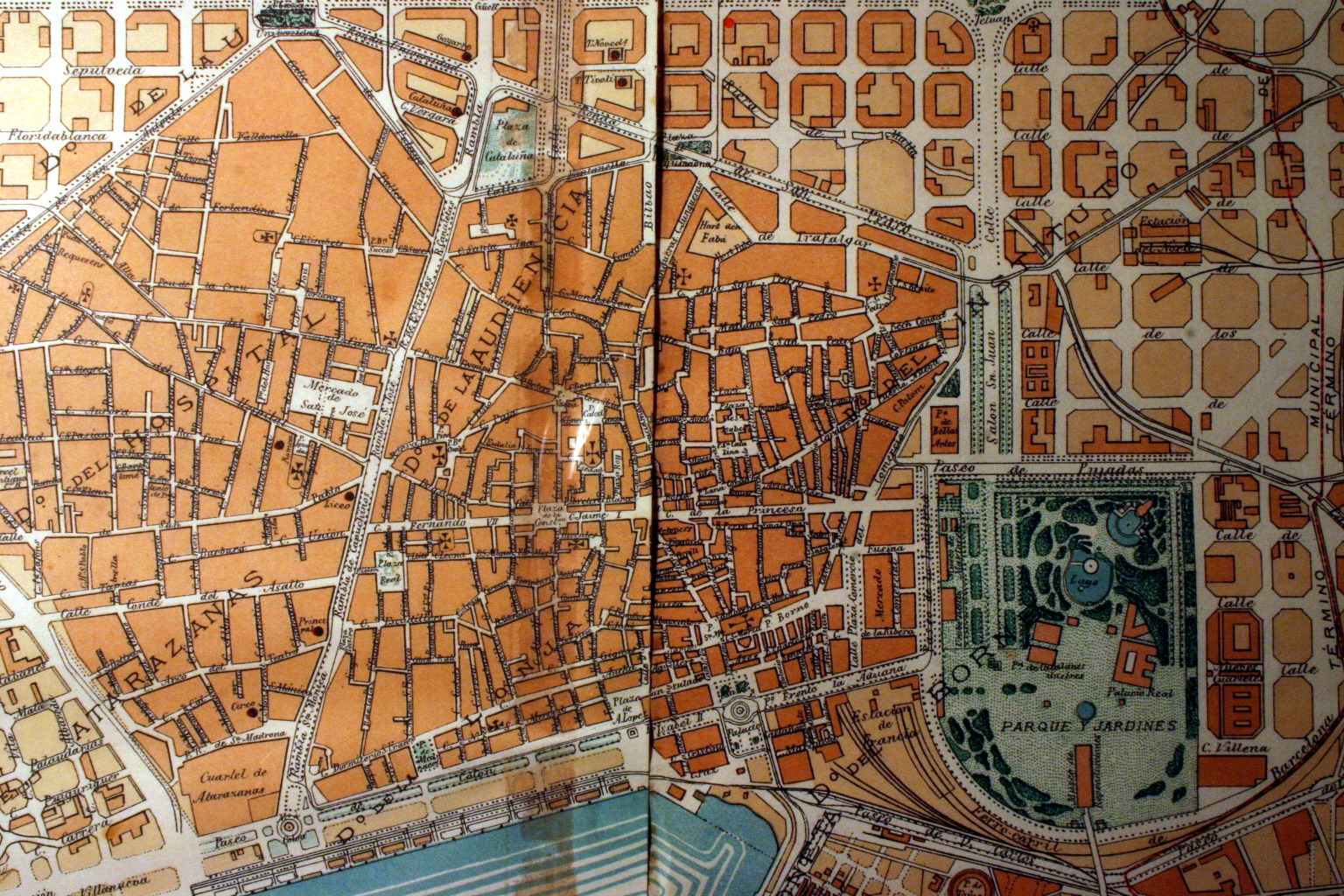
Plano de la Ciutat Vella de Barcelona antes de abrirse la Vía Layetana.

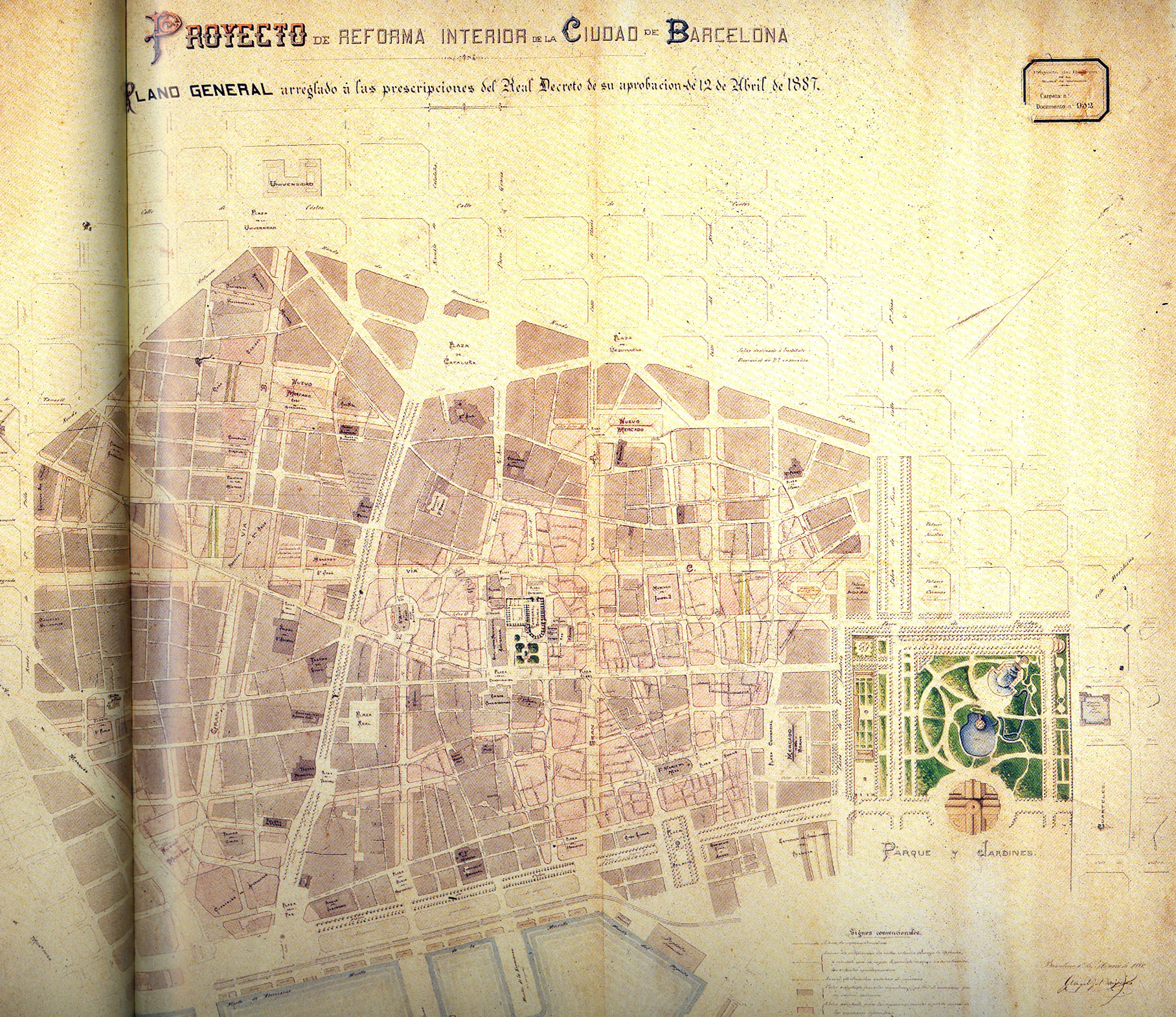
Plan de reforma interior de Barcelona (1884), de Àngel Baixeras.

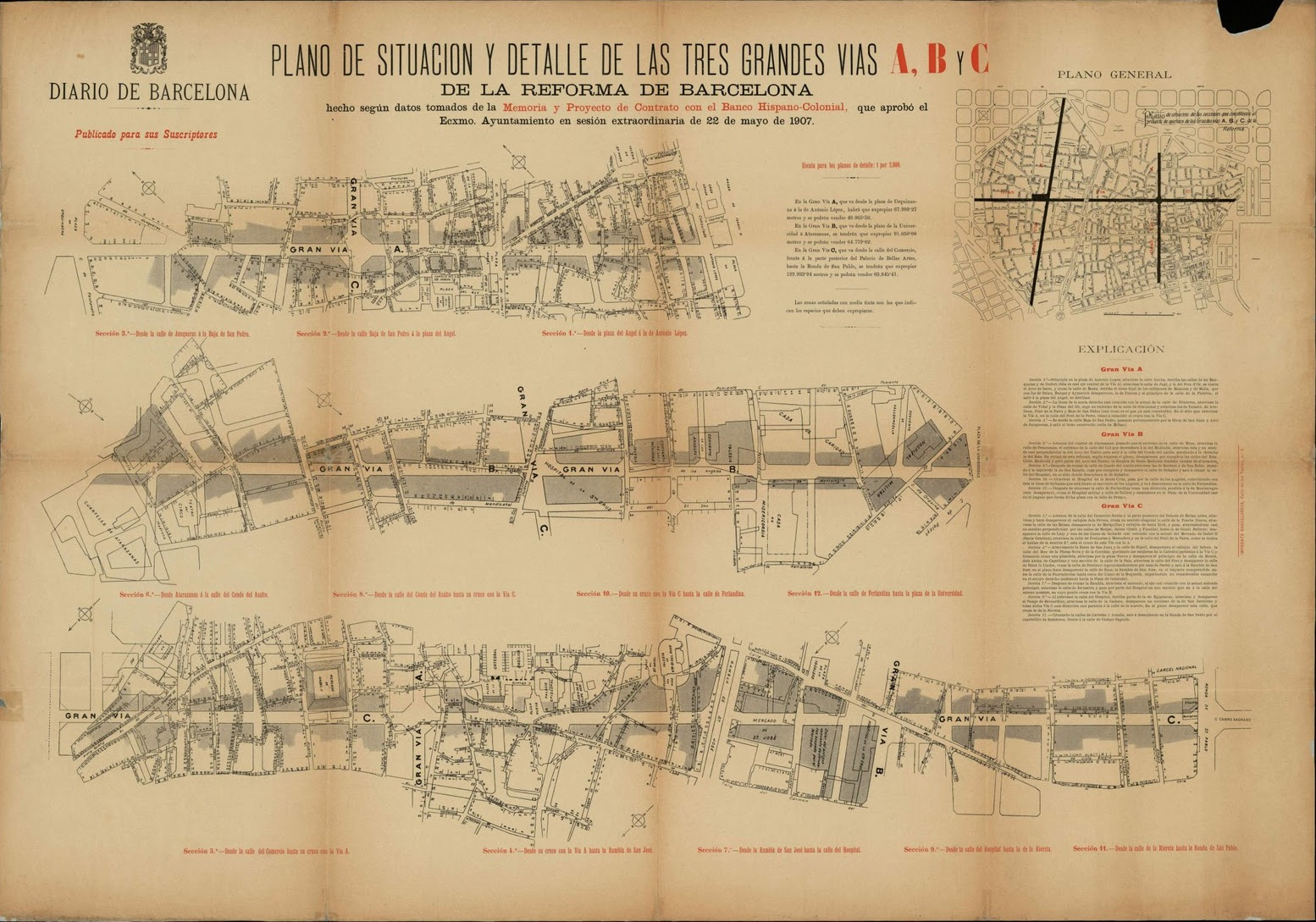
Plano de las tres grandes vías proyectadas por Baixeras.

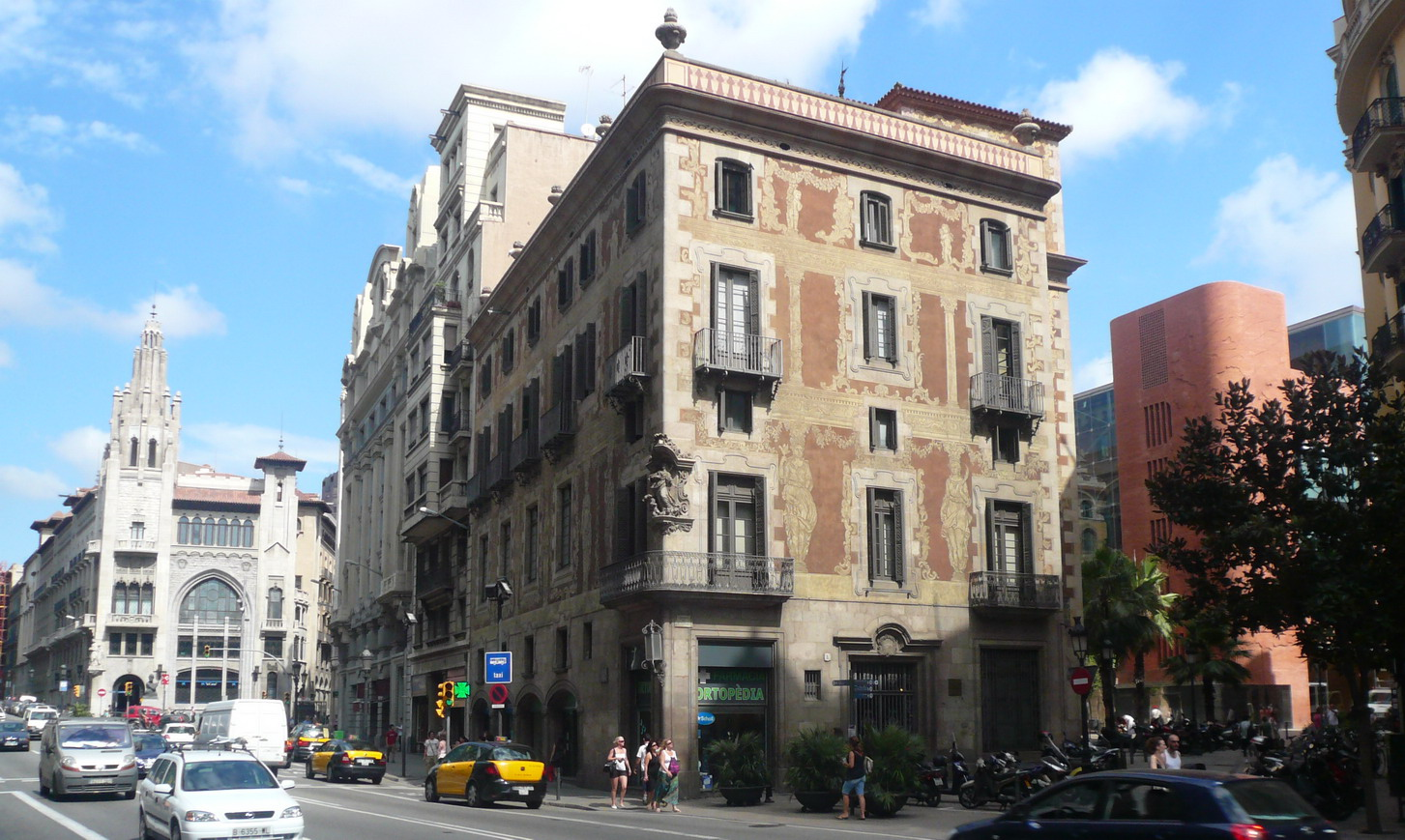
La Casa de la Seda (centro), la Caja de Pensiones (izquierda) y la ampliación del Palacio de la Música Catalana (derecha).

El derribo supuso abrir una brecha de 80 metros de ancho y unos 900 de largo. Esta reforma comportó la destrucción de 2199 casas y muchos palacios medievales, afectando a unas diez mil personas. A pesar de las protestas de los vecinos, de artistas y personajes como el arquitecto y conservador Jeroni Martorell, se perdieron lugares como el palacio del marqués de Monistrol, el palacio del marqués de Sentmenat (del cual Martorell salvó una vidriera que utilizó en la restauración de la Casa de los canónigos) o los conventos de San Sebastián y el de San Juan de Jerusalén que guardaba la tumba de Pau Claris. Algunos, sin embargo, se salvaron al ser trasladados a otro lugar, este es el caso de la Casa Padellás del siglo XV-XVI, ubicada originalmente en la calle Mercaders a la altura de donde se encuentra el edificio del Fomento del Trabajo Nacional y que fue trasladada en 1931 a la plaza del Rey, donde actualmente aloja el Museo de Historia de Barcelona. Otro ejemplo de edificio rescatado fue la fachada barroca de la iglesia de Santa Marta, obra de 1737-1747, proyectada por Miquel Bover y esculpida por Carles Grau. Estaba situada en la riera de Sant Joan y Lluís Domènech i Montaner la desmontó y reubicó en uno de los pabellones del Hospital de la Santa Cruz y San Pablo que estaba construyendo en 1911.
Por otro lado la obra tuvo algunos efectos secundarios positivos. El derribo hizo visible y valorable el patrimonio arquitectónico de las murallas romanas y de los edificios góticos que rodean la plaza del Rey y llegan hasta la catedral. El esponjamiento posterior de la plaza de la Catedral y Santa Catalina debido a la destrucción por los bombardeos de la guerra civil, han acabado de dar la fisonomía del barrio gótico. Otra ventaja aprovechada fue la construcción soterrada de los túneles para hacer pasar el metro, iniciativa impulsada por el arquitecto municipal Pedro Falqués con la oposición de los políticos, y que tendría sus frutos cuando fue inaugurado en 1926.
La nueva vía, tal como estaba previsto, supuso la creación de una nueva imagen de Barcelona. El estilo arquitectónico de la escuela de Chicago influyó en el tipo de construcción, principalmente dedicada a edificios oficiales y espacios de oficinas, ocupados mayoritariamente por empresas de logística y exportación, en el Ensanche.
Durante la guerra civil española (1936-1939) recibió el nombre de Vía Durruti por el dirigente anarquista Buenaventura Durruti, muerto en el frente.
En 2023, cuando se remodelaba esta calle, se desenterró una tumba romana del siglo V, con los restos de lo que parecía ser un hombre robusto de entre treinta y sesenta y cinco años.